# Ungheresi di Romania

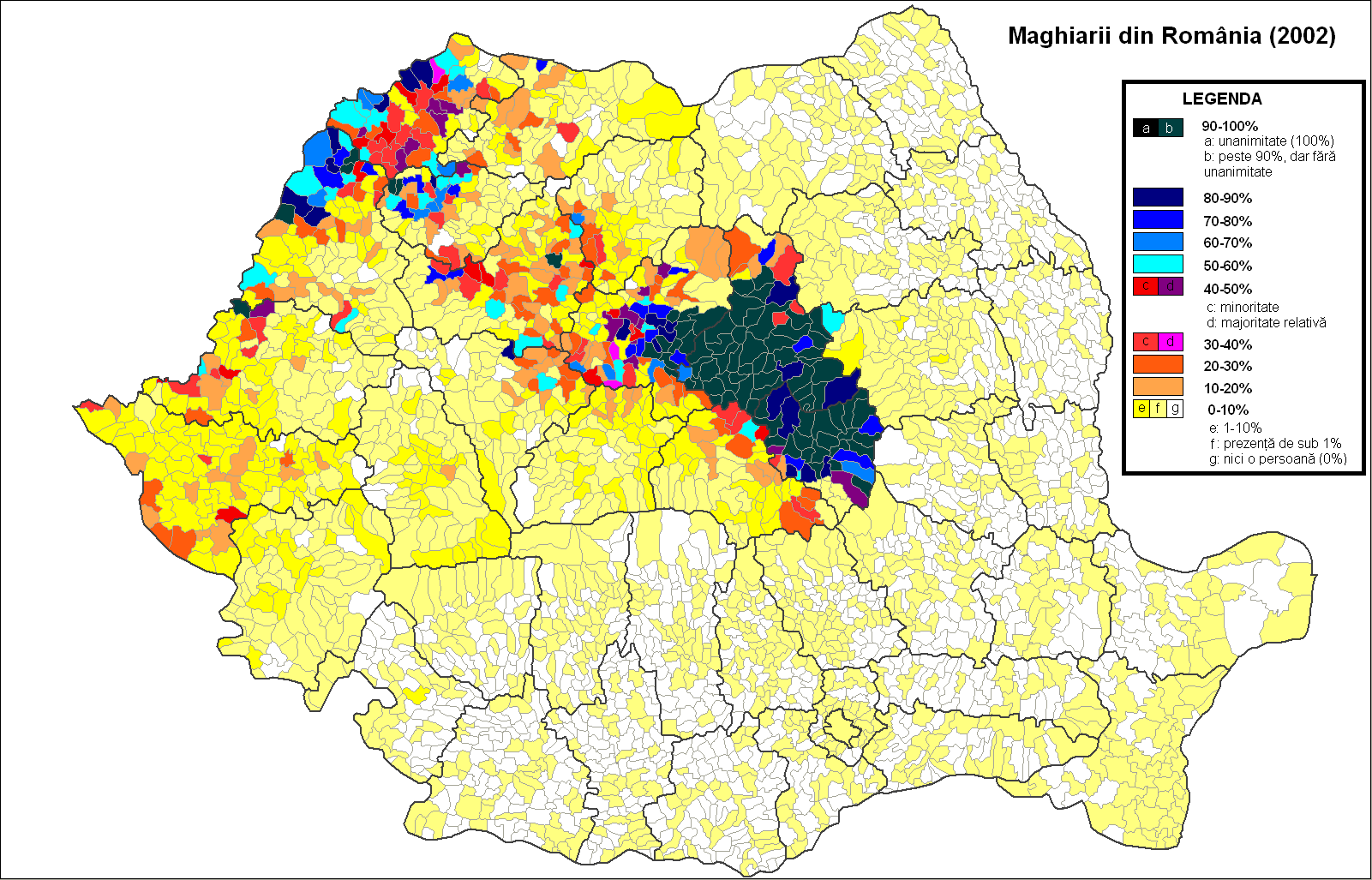
Distribuzione degli ungheresi per comune secondo il censimento del 2002

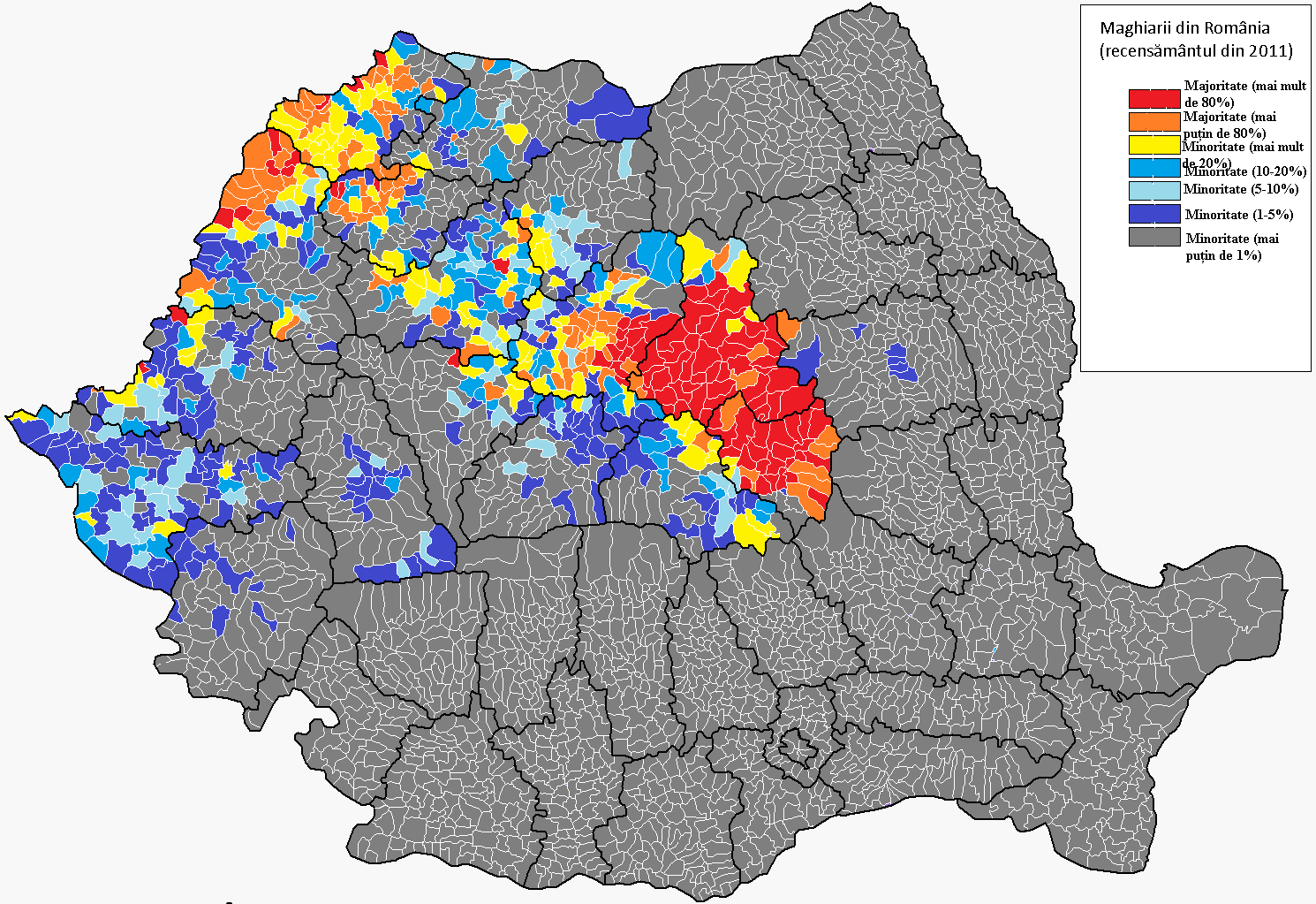
Distribuzione etnica degli ungheresi di Romania nel 2011 per comune.

Gli ungheresi o magiari di Romania rappresentano la comunità etnica minoritaria più numerosa in Romania. Il censimento del 2011 contava 1.434.377 ungheresi dichiarati, che rappresentavano il 6,61% della popolazione totale.
La percentuale maggiore era presente in Transilvania, in special modo nei distretti di Harghita (84,61%) e Covasna (73,81%). Secondo il censimento del 2002, la città con il maggior numero di ungheresi è Târgu Mureș, con 70.108 cittadini (in zona metropolitana di Târgu Mureș più di 100.000). I censimenti anteriori come quello del 1992, contava a Târgu Mureș 84.492 ungheresi e 76.742 romeni. In percentuale il comune con la maggior parte di ungheresi è Odorheiu Secuiesc: 95,75% su una popolazione totale di 37.000 individui.
Sempre secondo il censimento, nella Terra dei Siculi (Székelyföld in ungherese) si dichiarano siculi 532 persone, su 670.000 ungheresi dichiarati.

### Etnografia e folclore

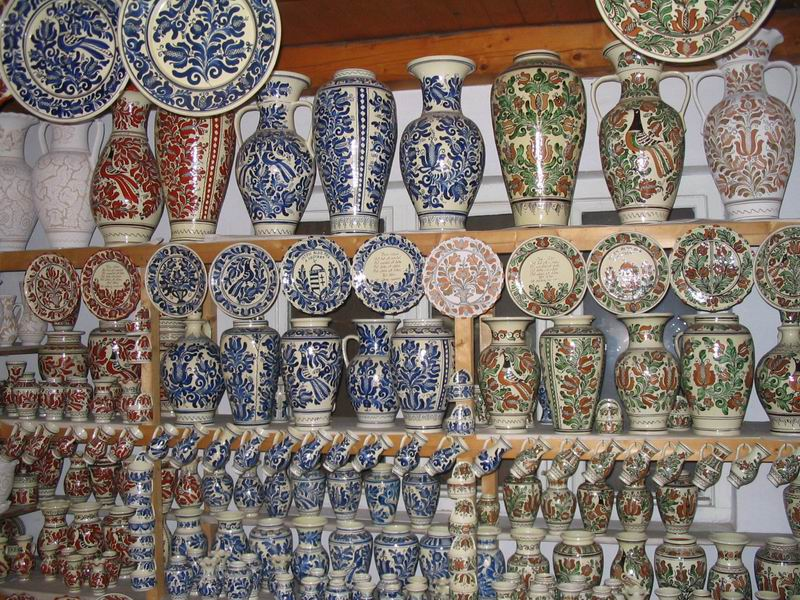
Ceramiche di Corund

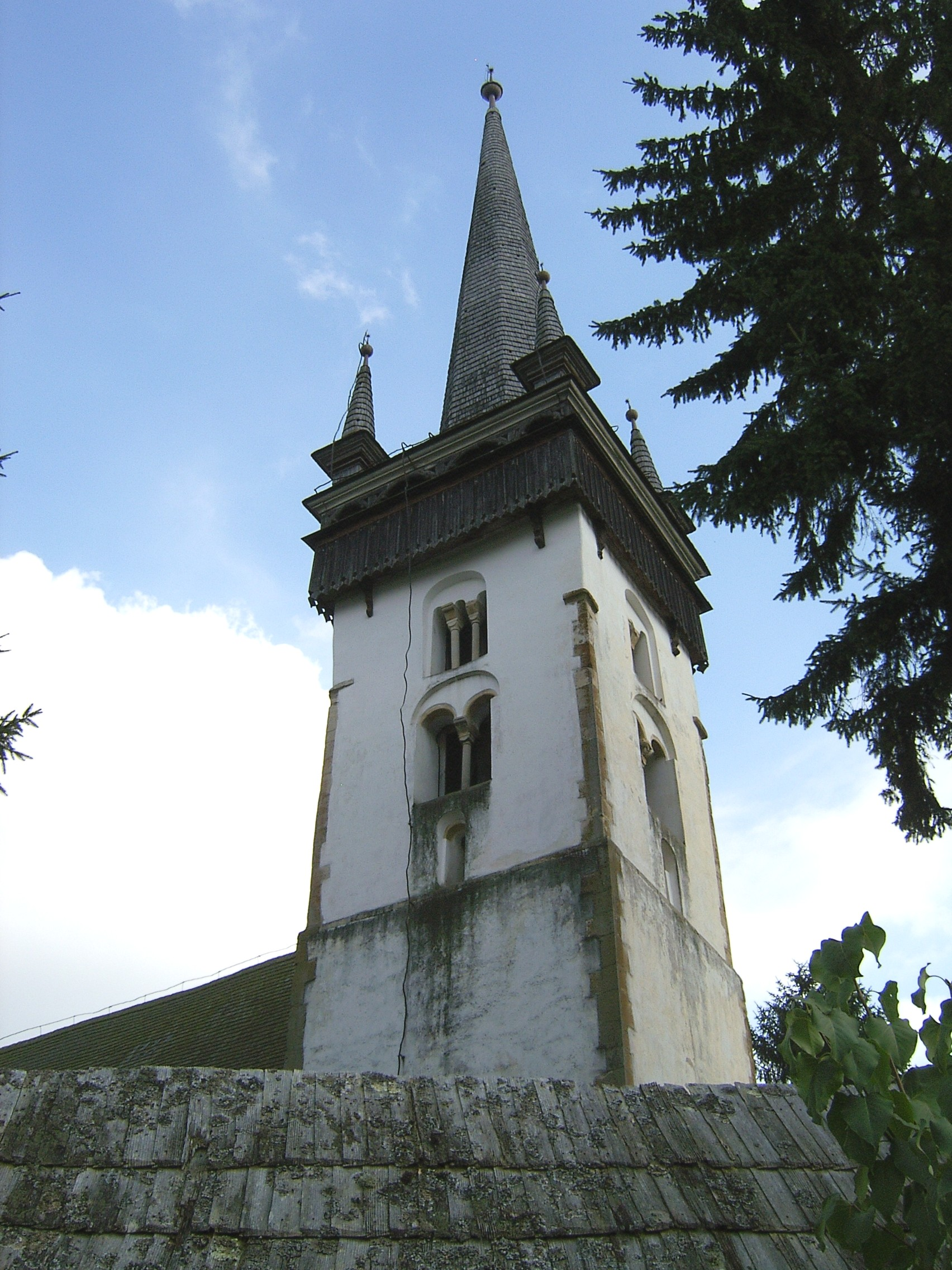
Chiesa riformata-calvinista di Mănăstireni del XIII secolo, Distretto di Cluj

## Cultura

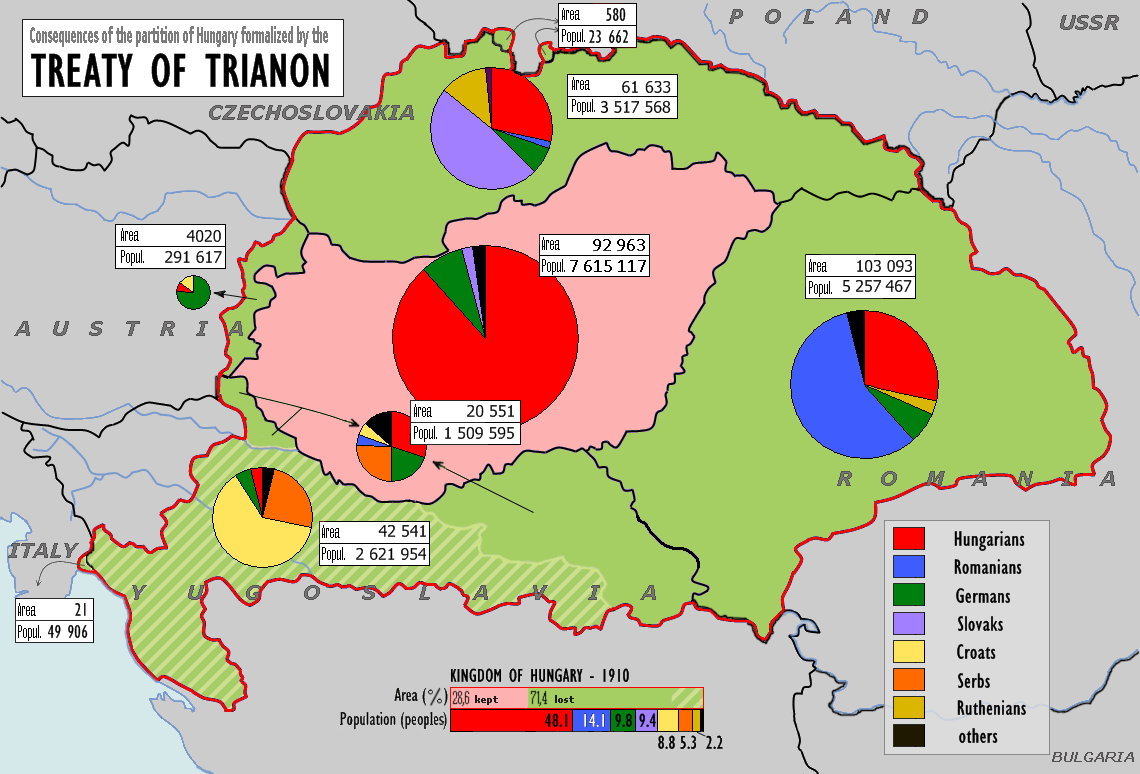
Dopo la prima guerra mondiale e in seguito al Trattato del Trianon l'Ungheria perse circa due terzi del suo territorio e dei suoi abitanti, di cui 3.3 milioni su 10 milioni di etnia ungherese.

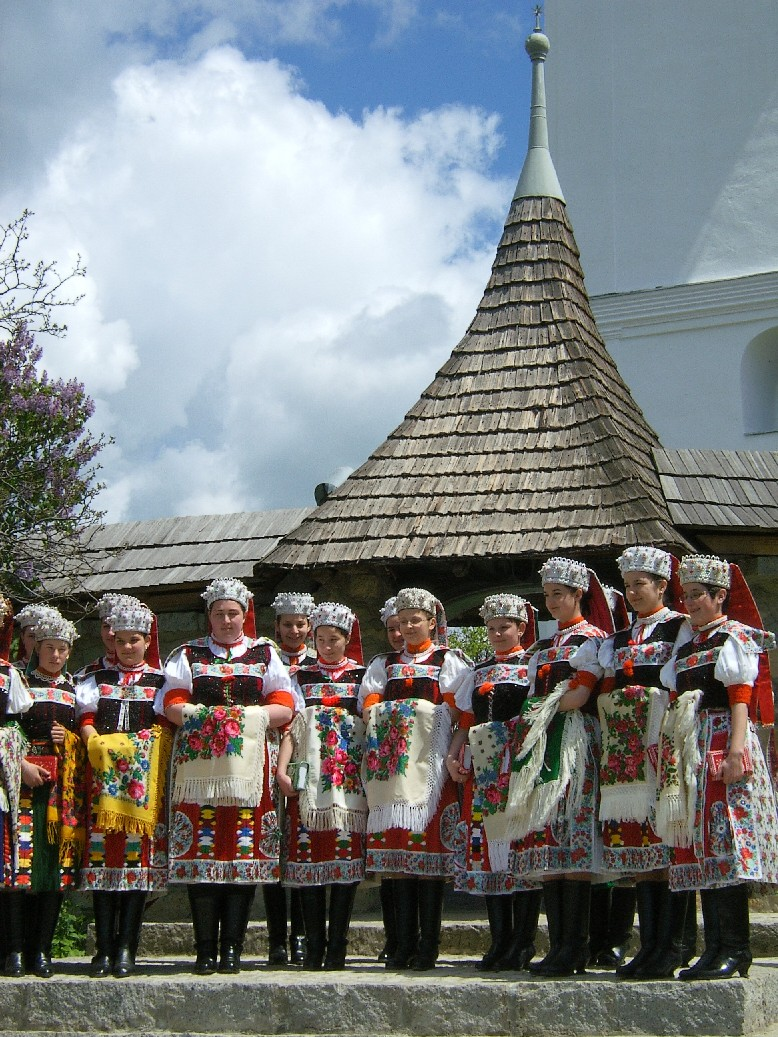
Gruppo popolare di Izvoru Crișului

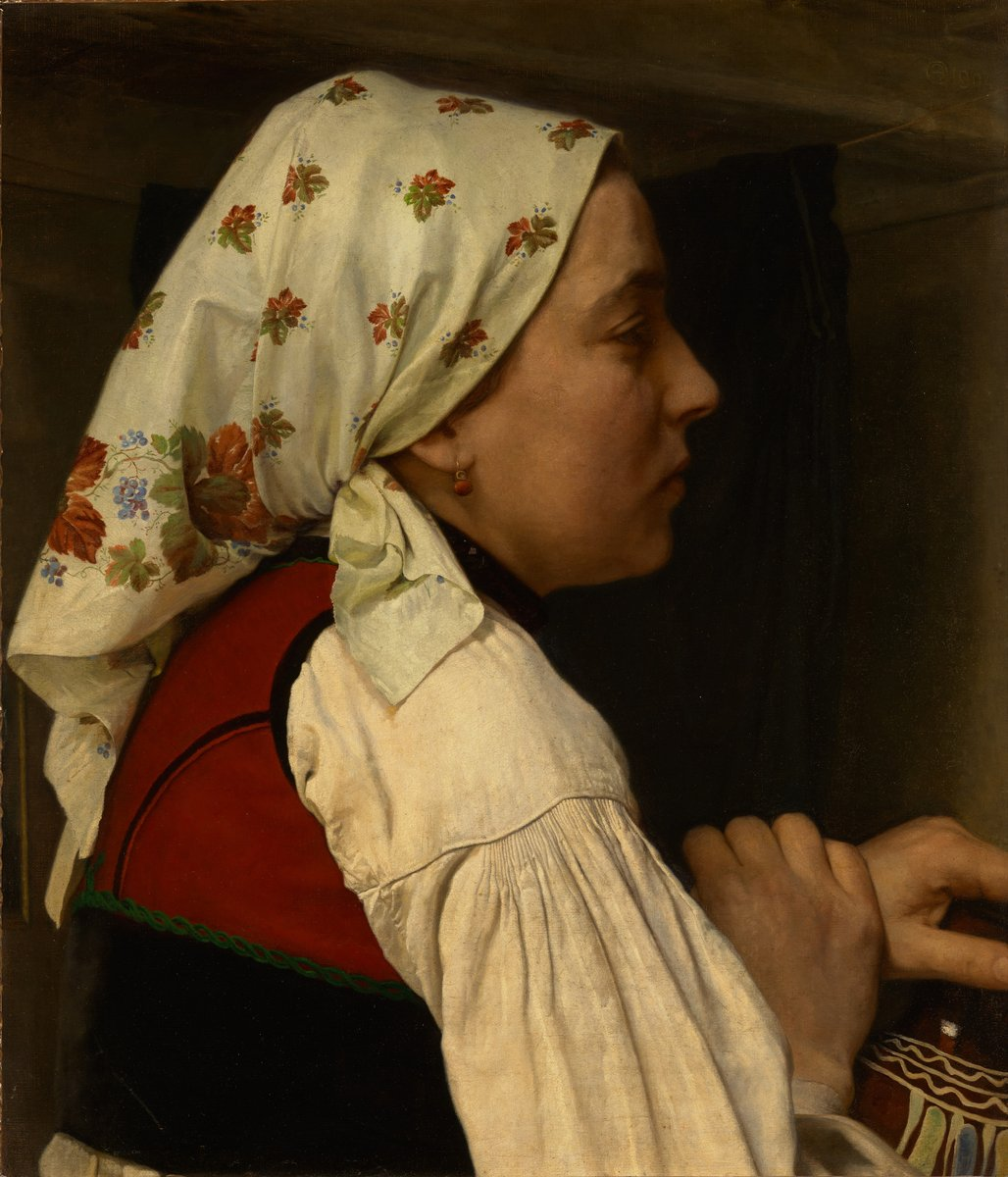
Arthur Coulin, Donna sicula (1904)

### Mass-media
Televiziunea Maghiară din Transilvania (Televisione ungherese della Transilvania), fondata dalla Fondazione Jenő Janovics, è stata la prima televisione di Romania dedicata alle comunità ungheresi. La decisione di avviare le trasmissioni fu di Béla Markó e Péter Medgyessy il 14 novembre 2003, a Budapest. La televisione ETV fu lanciata il 15 settembre 2008 con sede a Târgu Mureș, e ricevibile in molte località della Romania.

### Istituzioni culturali

#### Istituzioni teatrali e di opera
- Opera Ungherese di Cluj
- Teatro Magiaro di Stato di Cluj
- Teatro Nazionale di Târgu Mureș, (Teatro Siculo di Stato)
- Teatro Magiaro di Stato Csiki Gergely (Timișoara)
- Teatro Magiaro di Stato Szigligeti Ede, Oradea
- Teatro del Nord (Satu Mare)
- Teatro Tamási Áron (Sfântu Gheorghe)
- Teatro Tomcsa Sándor (Odorheiu Secuiesc)
- Teatro Municipale di Miercurea Ciuc
- Teatro Figura Studio (Gheorgheni)
- Compagnia teatrale "Aradi Kamaraszínház" (Arad)
- Teatro Municipale di Târgu Secuiesc
- Teatro Studio (Târgu Mureș) (Târgu Mureș), sezione ungherese
- Yorick Studio (Târgu Mureș)
- M Studio (Sfântu Gheorghe)
- Teatro dei Buratini e della Gioventù Ariel (Târgu Mureș), sezione ungherese
- Teatro dei Buratini Puck di Cluj, sezione ungherese
- Scena Partium, Oradea
- Kiss Studio, Oradea

#### Musei
- Museo Nazionale siculo di Sfântu Gheorghe
- Museo Siculo di Ciuc di Miercurea Ciuc
- Biblioteca Teleki-Bolyai di Târgu Mureș

#### Istituzione di danza
- Ansamblul de Dansuri "Mureș" (Maros Táncegyüttes) - Târgu Mureș)
- Ansamblul de Dansuri "Trei Scaune"(Háromszék Táncegyüttes) - Sfântu Gheorghe
- Ansamblul Național-Popular Secuiesc "Harghita" (Hargita Nemzeti Székely Népi Együttes) - Miercurea Ciuc
- Ansamblul Naționalităților Sătmărene (Szatmári Nemzetiségek Népi Együttese) - Satu Mare

#### Memoriali
- Casa memorială Ady Endre, Ady Endre, Satu Mare
- Casa memorială Tamási Áron, Lupeni, Harghita
- Casa memorială Áprily Lajos, Praid, Harghita
- Casa memorială Petöfi Sandor, Turda

## Religione
Sotto l'aspetto confessionale, secondo il censimento del 2002, tra i ungheresi di Romania un numero di 665.343 persone si è dichiarata legata alla Chiesa riformata, 587.033 si sono dichiarati romano-cattolici, 64.984 unitarieni etc.
Il principale organismo ecclesiastico dei ungheresi di Romania è la Chiesa riformata della Romania (Diocesi di Piatra Craiului e Diocesi riformata della Transilvania); seconda per numero di fedeli è la Chiesa cattolica in Romania di rito occidentale, (specialmente: Arcidiocesi di Alba Iulia, Diocesi di Gran Varadino dei Latini, Diocesi di Satu Mare e Diocesi di Timișoara); seguono la Chiesa unitariana di Transilvania (Diocesi Unitariana di Cluj), Chiesa evangelica luterana di Romania (Diocesi evangelica-luterana di Cluj) e Chiesa greco-cattolica rumena (specialmente: Eparchia di Gran Varadino dei Rumeni e Eparchia di Maramureș). Altre Chiese seguite sono per circa 10.000 ungheresi: Chiesa ortodossa rumena, Chiesa Battista di Romania.
| Chiesa                                                                           | Credenti ungheresi | Percentuale ungheresi (nella Chiesa) | Percentuale credenti nella comunità ungherese | Numero totale credenti | Capo della Chiesa                                             | Titolo del Capo                                                                       |
| -------------------------------------------------------------------------------- | ------------------ | ------------------------------------ | --------------------------------------------- | ---------------------- | ------------------------------------------------------------- | ------------------------------------------------------------------------------------- |
| Chiesa riformata della Romania*                                                  | 665.443            | 95%                                  | 46,5%                                         | 701.077                | Géza Pap István Csűry                                         | Vescovo, presidente pastorale al sinodo                                               |
| Chiesa cattolica in Romania*                                                     | 587.033            | 57,2%                                | 41%                                           | 1.026.429              | György Jakubinyi Eugen Schönberger László Böcskei Martin Roos | arcivescovo di Alba Iulia vescovo di Satu Mare vescovo di Oradea vescovo di Timișoara |
| Chiesa unitariana di Transilvania*                                               | 64.987             | 97%                                  | 4,5%                                          | 66.944                 | Ferenc Bálint-Benczédi                                        | Vescovo, presidente pastorale al sinodo                                               |
| Chiesa ortodossa rumena                                                          | 28.287             | 0,2%                                 | 2%                                            | 18.817.975             | Patriarhul Daniel                                             | Patriarh al Bisericii Ortodoxe Române                                                 |
| Chiesa greco-cattolica rumena                                                    | 19.645             | 10,3%                                | 1,4%                                          | 191.556                | Lucian Mureșan                                                | Arcivescovo maggiore                                                                  |
| Chiesa evangelica-luterana di Romania*                                           | 15.205             | 56%                                  | 1,1%                                          | 27.112                 | Dezső Zoltán Adorjáni                                         | Vescovo, presidente pastorale del sinodo                                              |
| Chiesa battista di Romania (Uniunea Comunităților Baptiste Maghiare din România) | 12.961             | 10,2%                                | 0,9%                                          | 126.639                | Otniel Buncaciu                                               | presidente Unione Battista                                                            |

* "Chiesa storica": accettata dall' Editto di Torda (1568), riformata, cattolica (inclusa la greco-cattolica e la armeno-cattolica), unitaria e evangelica (inclusa augustană a sașilor) si chiamano "biserici istorice" in terminologia ungherese. A queste si sono aggiunte le chiese ortodosse (Chiesa ortodossa rumena e Chiesa ortodossa serba), successivamente quella giudea (ortodoxă, neologă și Status Quo Ante - con eccezione delle correnti riformiste del secolo XX), accettate più tardi, nel secolo XVIII e XIX. Con termine odierno magiaro, Chiesa storica sono la cattolica (romano-cattolica, greco-cattolica e armeno-cattolica), protestante (calvinista, luterana o unitaria), ortodossa e bizantina tradizionale.

## Politica
Principale organizzazione ungherese è l'Unione Democratica Magiara di Romania (Uniunea Democrată a Maghiarilor din România). Esiste anche il Partito Civico Magiaro (Partidul Civic Maghiar).

## Demografia (censimento 2002)
| Distretto       | ungheresi | Percentuale |
| --------------- | --------- | ----------- |
| Harghita        | 276.038   | 84,61%      |
| Covasna         | 164.158   | 73,81%      |
| Mureș           | 228.275   | 39,26%      |
| Satu Mare       | 129.258   | 35,22%      |
| Bihor           | 155.829   | 25,92%      |
| Sălaj           | 57.167    | 23,07%      |
| Cluj            | 122.301   | 17,37%      |
| Arad            | 49.291    | 10,70%      |
| Maramureș       | 46.300    | 9,06%       |
| Brașov          | 50.956    | 8,75%       |
| Timiș           | 50.556    | 7,59%       |
| Bistrița-Năsăud | 18.349    | 5,89%       |
| Alba            | 20.684    | 5,40%       |
| Hunedoara       | 25.388    | 5,20%       |
| Sibiu           | 15.344    | 3,67%       |
| Caraș-Severin   | 5.824     | 1,76%       |
| Bacău           | 4.528     | 0,64%       |
| București       | 5.834     | 0,31%       |